# On the Linha Imaginòt
Albums de Fabulous Trobadors
Ma ville est le plus beau park
(1995) Duels de tchatche et autres trucs du folklore toulousain
(2003)
On the Linha Imaginòt, est le troisième album du groupe occitan Fabulous Trobadors publié en 1998.

## Historique
Cet album défend le concept anticentraliste et transculturel, et peut-être en un sens altermondialiste, de la Ligne Imaginot, cette « ligne imaginaire qui tente de relier symboliquement les gens qui, chez eux s'organisent pour défendre la création, le respect des cultures, et l'échange de la solidarité, pour mener à la démocratisation absolue » selon Claude Sicre.

## Liste des titres de l'album
1. Je ne chante pas mes peines
2. On the line
3. Riu chiu chiu
4. Prends ton tamboorythme...
5. High tençon
6. Cançon de la prima
7. Des millions d'emplois
8. L'Accent
9. Un sage sur la linha
10. Naut-Bernat
11. Casserilha
12. L'Alh
13. Ailleurs j'ai vu...
14. Reportage de quartier
15. Lo Fafa
16. Castan blues
17. Naut-Bernat 2
18. L'Omelette au Pastis
19. Leiçon n° 2
20. Le Plus Big Défi jamais lancé aux U.S.A.
21. Fais de la politique

## Accueil critique
Pour Les Inrocks l'album « télescope rap, dub et jungle dans une formule bric-à-brac, adresse des clins d'oeil au blues et salue la science du vieux griot » notant sa portée « novatrice et politique » et une « décontraction » qui n'était pas présente dans les deux précédents opus du duo toulousain